# Carl-Friedrich von Langen
Le baron Carl-Friedrich von Langen, né le 25 juillet 1887 à Klein Belitz et mort le 2 août 1934 à Potsdam, est un cavalier allemand fameux qui fut vainqueur aux jeux olympiques de 1928 d'Amsterdam en équitation et en dressage.

## Biographie
Le baron von Langen était propriétaire des domaines de Parow en Poméranie et de Klein Belitz et de Boldenstorf, près de Wismar. Il apprend à monter à cheval à Paderborn.
Il participe à la guerre de 1914-1918 sur le front de l'Est en tant que capitaine du 1er régiment d'uhlans de la Garde. Il est grièvement blessé dans les Carpates en 1915, ce qui le fait souffrir toute sa vie, mais à force de discipline il parvient à remonter à cheval et à entamer une carrière sportive brillante après la guerre. Il remporte l'épreuve de steeple chase de Hanovre en 1920 et vingt-six épreuves de saut d'obstacles en 1921, ainsi que des concours de dressage ou de concours complet d'équitation. Il commence sa carrière internationale à Malmö en 1922, où il gagne l'année suivante sur son cheval Goliath cinq épreuves (dressage, saut, concours complet, etc.). Le baron von Langen remporte en 1924 le Derby de Berlin sur Hanko, ainsi qu'en 1927 et 1928 sur Falkner.
Il remporte également en Italie, qui était alors le pays phare pour le saut d'obstacles, plusieurs épreuves à Rome. L'équitation est alors en plein essor entre les deux guerres en Europe. Il gagne l'épreuve individuelle de dressage aux jeux olympiques d'Amsterdam de 1928 ainsi que la médaille d'or en équipe. L'Allemagne a le droit de participer pour la première fois aux jeux olympiques depuis la guerre, et ses victoires rencontrent un grand écho dans un pays dont la Ruhr est encore occupée. Il a ainsi affronté vingt-neuf cavaliers de treize nations différentes sur son cheval Draufgänger pour l'épreuve du dressage. Il remporte encore de nouvelles victoires à Stralsund en 1929.
Il se prépare pour les jeux olympiques de Berlin, alors qu'il fête ses quarante-sept ans. Les candidats aux jeux doivent s'entraîner au concours complet sur un terrain de manœuvres militaires à Döberitz, près de Berlin. Il fait une chute le 25 juillet 1934 de sa jument Irene et reste une heure sans connaissance à terre avant que les secours ne parviennent à le trouver. Il meurt quelques jours plus tard à Potsdam.
Ses funérailles sont suivies de plus d'un millier de personnes. Il est enterré dans la sépulture familiale de Neuhof.
Sa biographie …reitet für Deutschland, écrite par Clemens Laar paraît en 1936, tandis qu'une version filmée par Arthur Maria Rabenalt et produite par la UFA, sort en 1941 avec Willy Birgel dans le rôle du baron von Langen. Elle sera interdite en république démocratique allemande. Un timbre en son honneur est émis par la poste ouest-allemande en 1968 pour le quarantième anniversaire de ses victoires olympiques. Son fils Karl-Anton fonde en 1948 la nouvelle ligue d'équitation et de sport équestre de Hambourg en 1948.